# Ashok Leyland 1518
Ashok Leyland 1518 — вантажівка вантажопідьомністю 10,2 т виробництва індійської компанії Ashok Leyland, створена на основі Ford Cargo.
Автомобіль комплектується чотиритактним дизельним двигуном з турбонаддувом НА57L135 Євро-2,3, об´ємом 5759 см3, 183,5 к.с., крутним моментом 660 Нм. КПП - механічна 6 ступенева. АБС. Колісні диски та шини 11R/22.5. 
27 грудня 2012 року автомобіль представлений в Україні.
В Україні ця модель виготовляється на ЗАТ «Бориспільський автобусний завод» і реалізуються під маркою БАЗ-Т1518 «Подорожник».